# Самбар масала
Самбар масала — суміш мелених прянощів (масала), популярних у Південній Індії. Використовують для приготування овочевих страв. Назва "самбар масала" походить з найменування південноіндійської страви самбар. Самбар масалу додають в овочеві супи, овочеві начинки для коржів, у страви з рису, овочів та курки.
Часом у самбар масалу додають просмажені та розмелені бобові, що дає суміші горіховий присмак і загущує соуси й підливи.
Головна страва, яку готують із застосуванням цієї суміші, має аналогічну назву - самбар.
Чіткого рецепта самбар масала не має, тож існує безліч її варіантів. Серед прянощів, що входять до складу суміші, зазвичай є гвоздика, гострий перець, кардамон,  коріандр, кумин (зіра), куркума, мускатний горіх, сіль, чорний перець.